# Guerre franco-marocaine (1844)
Ne doit pas être confondu avec Campagne du Maroc.
La guerre franco-marocaine ou l'expédition du Maroc est une guerre qui eut lieu en 1844 entre la France et le Maroc, à propos du soutien militaire que les Marocains accordaient à Abd el-Kader dans sa lutte contre la domination française en Algérie. Le gouvernement du roi Louis-Philippe exigea une réparation. Une escadre fut alors envoyée sur les côtes marocaines sous le commandement du prince de Joinville.

## Préparatifs et forces en présence
Elle était composée des vaisseaux de ligne le Jemmapes (103 canons), le Suffren (92), le Triton (88), de la frégate la Belle Poule (64 canons), des bricks le Cassard (21), l'Argus, le Pandour, ainsi que de 11 bateaux à vapeur (relativement peu armés, sauf l'Asmodée de 450 CV et 20 canons).
Cette escadre embarque également plus de 1 100 hommes de troupes de débarquement (infanterie et artillerie de marine, plus une centaine de sapeurs du génie).

## Déroulement

### Le bombardement de Tanger
Le sultan du Maroc Abd ar-Rahman ibn Hicham ayant répondu évasivement à l'ultimatum signifié par le consul de France, l'amiral réunit son conseil le 5 août, et le bombardement de Tanger fut résolu. 
À trois heures du matin, il prit ses positions devant la ligne des fortifications ennemies : le Jemmapes, vaisseau amiral, et le Suffren vinrent s'embosser en face même de la ville. Les autres bâtiments se portèrent sur les autres parties de la côte défendue par une artillerie formidable. À neuf heures, l'escadre ouvrit une canonnade vigoureuse à laquelle la ville riposta ; mais après une heure et demie de combat, le feu de la ville, des forts de la marine et de la Casbah était entièrement éteint. 
Le Jemmapes et le Suffren avaient foudroyé, culbuté les batteries et démoli les remparts opposés. À 4 heures et demie, le feu était éteint partout. De Tanger, l'escadre se dirigea vers Mogador (aujourd'hui Essaouira) à l'extrémité du Maroc : c'est la ville de l'empereur, elle renferme ses trésors.

### Occupation d'Essaouira (Mogador)
La division arrivée en vue de cette place, le 10 août, essuya au mouillage une tempête furieuse. Ce ne fut que le 15 que les opérations purent reprendre. Le Suffren portait cette fois le pavillon de l'amiral. L'attaque commença à deux heures et demie. Les batteries dites de la marine furent bientôt abandonnées par l'ennemi ; mais les batteries de l'ouest qui présentaient 40 pièces de gros calibre opposèrent une longue et vigoureuse résistance. Elles ne furent ruinées et démantelées qu'après une lutte de trois heures. 
À cinq heures, l'îlot seul soutenait le feu. Le prince donna l'ordre d'y débarquer sous la protection de l'artillerie des navires légers de l'escadre : 500 hommes s'élancèrent dans des canots sur le rivage où ils furent assaillis par une fusillade meurtrière. Il fallut enlever une à une toutes les positions. Le prince de Joinville dirigeait l'attaque à la tête des colonnes, marchant sans armes et bravant la fusillade. Le lendemain, on entra dans la ville déserte et couverte de décombres.

### La bataille d'Isly et occupation d'Oujda
Sur terre, le maréchal Bugeaud, gouverneur d'Algérie, défit les troupes du sultan à la frontière avec le Maroc le 14 août 1844, et fit occuper la ville d'Oujda.

## Conséquences

### Le traité de Tanger
Après la défaite d'Isly, le Sultan du Maroc demanda la paix, et vers la fin d'août, le prince de Joinville quitta la flotte pour rentrer en France. Le traité de Tanger fut signé un mois plus tard, le 10 septembre 1844, par lequel le Maroc reconnaissait la présence française en Algérie et cessait tout soutien officiel à Abd-el-Kader.

## Source
- Charles Mullié, Biographie des célébrités militaires des armées de terre et de mer de 1789 à 1850, 1852 [détail de l’édition]